# Південно-Західний дивізіон НБА
Південно-Західний дивізіон (англ. Southwest Division) - один з трьох дивізіонів Західної конференції Національної баскетбольної асоціації. Дивізіон був утворений після скасування Середньо-західного дивізіону з якого перейшли команди «Маверікс», «Рокетс», «Ґріззліс» і «Сперс». А з Центрального дивізіону перейшла команда «Нью-Орлінс Горнетс». Поточний склад цього дивізіону сформувався перед початком сезону 2004-05.

## Склад дивізіону

### 2004-05
- Даллас Маверікс
- Х'юстон Рокетс
- Мемфіс Ґріззліс
- Нью-Орлінс Горнетс
- Сан-Антоніо Сперс

Середньо-західний дивізіон був розділений на два дивізіони - Північно-Західний і Південно-Західний. Нью-Орлеан перейшов з Центрального дивізіону, а інші чотири команди з Середньо-західного.

### 2005-07
- Даллас Маверікс
- Х'юстон Рокетс
- Мемфіс Ґріззліс
- Нью-Орлеан/Оклахома-Сіті Горнетс
- Сан-Антоніо Сперс

Через урагану Катріна, клуб Нью-Орлеан тимчасово переїхав в Оклахома-Сіті.

### 2007-по тепершній час
- Даллас Маверікс
- Х'юстон Рокетс
- Мемфіс Ґріззліс
- Нью-Орлеан/Оклахома-Сіті Горнетс
- Сан-Антоніо Сперс

Клуб Нью-Орлеан повернувся назад в Новий Орлеан.

## Переможці дивізіону
- 2005: Сан-Антоніо Сперс
- 2006: Сан-Антоніо Сперс
- 2007: Даллас Маверікс
- 2008: Нью-Орлінс Горнетс
- 2009: Сан-Антоніо Сперс
- 2010: Даллас Маверікс
- 2011: Сан-Антоніо Сперс
- 2012: Сан-Антоніо Сперс
- 2013: Сан-Антоніо Сперс
- 2014: Сан-Антоніо Сперс
- 2015: Х'юстон Рокетс
- 2016: Сан-Антоніо Сперс
- 2017: Сан-Антоніо Сперс
- 2018: Х'юстон Рокетс
- 2019: Х'юстон Рокетс
- 2020: Х'юстон Рокетс
- 2021: Даллас Маверікс

## Лідери за кількістю перемог у дивізіоні
- 9: Сан-Антоніо Сперс (2005, 2006, 2009, 2011, 2012, 2013, 2014, 2016, 2017)
- 4: Х'юстон Рокетс (2015, 2018, 2019, 2020)
- 3: Даллас Маверікс (2007, 2010, 2021)
- 1: Нью-Орлінс Горнетс (2008)